# Norveški jezik
Norveški jezik (endonim: norsk) sjevernogermanski je jezik i makrojezik indoeuropskoga podrijetla koji se pretežito govori u Norveškoj. Govori ga oko 4,5 milijuna ljudi u Norveškoj te oko milijun ljudi van nje. Norveški jezik, kao i njegove mjesne varijante, javljaju se u dvije službene pisane inačice: bokmålu i nynorsku. 
Do stvaranja dva nacionalna jezika dolazi nakon raspada dansko-norveške unije, a oba su prihvaćena od strane parlamenta. Knud Knudsen je danski riksmål (hrv. „jezik kraljevstva”) koji se govorio u norveškim gradovima u pravopisu prilagodio norveškom izgovoru; taj je pravopisni standard s vremenom postao današnji bokmål. Na drugom standardu, nynorsku, koji je u početku bio nazvan landsmål, radio je dijalektolog Ivar Andreas Aasen, tvoreći ga prema obilježjima mjesnih dijalekata diljem norveške, pri tomu izbjegavajući riječi slične danskima. 
Osobe koje govore švedski i norveški najčešće razumiju jedna drugu bez većih problema. Ovo vrijedi u mnogo manjoj mjeri za danski i norveški jezik, između kojih je veća sličnost u pravopisu nego u govoru.

## Povijest
Norveški jezik vuče svoje podrijetlo iz prasjevernogermanskog jezika, poznatog i kao staronordijski, a koji se govorio na prostoru Skandinavije do otprilike oko tisućite godine, kada su se dotadašnji dijalekti odvojili u dva jezika: zapadnoskandinavski i istočnonordijski. Iz zapadnonordijskog su se s vremenom razvili norveški, islandski i ferojski, obilježeni dvoglasima i zadržavanjem tri gramatička roda, dok su se iz istočnonordijskog razvili švedski i danski, u kojima su dvoglasi postali dugi samoglasnici, a muški i ženski rod stvorili tzv. zajednički. Na području cijele Skandinavije pronađeni su zapisi u kamenu na staronordijskom jeziku te njegovim dijalektima pisani runama.
Dolaskom kršćanstva u Skandinaviju u 10. stoljeću, rune se prestaju koristiti i u uporabu dolazi latinica. Ime koje se danas koristi za tadašnji jezik na području Norveške je „staronorveški” (nor. gammelnorsk). Taj je jezik potpuno identičan jeziku koji se u isto vrijeme govorio i zapisivao na području Farskih otoka i Islanda jer su ove otoke naselili upravo norveški Vikinzi u 9. stoljeću.
Dolaskom crne smrti u 13. stoljeću većina pismenih govornika staronorveškog jezika umire, a s njima jezik nestaje kao zasebna pisana inačica. Tekstovi pisani poslije doba crne smrti su u pravilu pisani mješavinom švedskog, danskog i staronorveškog. Ova pismena inačica jezika se naziva „srednjonorveški” (nor. mellomnorsk). 
Savezom između Norveške i Danske te reformacijom države, danski postaje službeni pisani jezik u Norveškoj. Na Farskim otocima i na Islandu se nastavlja uporaba srednjonorveškog, koji se kasnije razvija u islandski i ferojski kao zasebne jezike. Danski je tako bio službeni jezik tijekom nekoliko stoljeća, no ipak će se sve više početi razlikovati: prvenstveno će do izražaja dolaziti norveški izgovor danskog pisanog standarda. Putem danskog kao pismene inačice u norveški jezik ulaze mnoge posuđenice, ponajviše iz njemačkoga i danskoga jezika.
Pripadanje Norveške pod Švedsku 1814. godine ponovno je otvorilo raspravu o pisanoj inačici norveškog jezika koja bi se razlikovala od danskoga, a koja je izazvala podjelu javnosti na dva dijela. Jedan dio je htio da se novi pisani norveški temelji na narječjima jer oni nisu bili pod utjecajem danskog jezika. Najglasniji zagovaratelj ove ideje bio je norveški samouki jezikoslovac Ivar Aasen. Ova inačica pisanog norveškog je 1929. godine službeno dobila ime nynorsk (prije se zvala i landsmål) i postala je drugi standardni pravopis u Norveškoj. 
Drugi dio javnosti podržavao je ideju da se u danski pisani jezik koji se koristio u Norveškoj postupno uvode norveške riječi i izbacuju danske. Ovaj dio javnosti je bio predvođen prosvjetiteljem Knudom Knudsenom. Ta se inačica norveškog jezika prvobitno nazivala istovjetno danskome, riksmål, da bi 1929. godine također dobila sadašnje službeno ime bokmål. 
U 20. stoljeću Norveška država pokušava ujediniti nynorsk i bokmål u jednu inačicu pisanog norveškog pod imenom samnorsk (hrv. „zajednički norveški”). Velike reforme jezika provedene su 1917., 1938. i 1959. godine, pri čemu su se postepeno dodavali izborni oblici riječi i normi u oba standarda s krajnjim ciljem njihovog stapanja. Samnorsk je, međutim, neprestano nailazio na otpor u velikom dijelu javnosti, zbog čega je država od tog projekta odustala sredinom 1960-ih godina. 
Danas su oba standarda u službenoj uporabi, a gotovo sve se tiskovine, posebice one zakonske i službene, objavljuju i na bokmålu i na nynorsku. U školi se također uče oba, iako učenici imaju priliku odabrati koji će standard učiti intenzivnije. Bokmål, međutim, u praksi ima daleko više govornika, otprilike između 85 i 90 % stanovništva. Uz to je bokmål najčešće i inačica kojoj se podučavaju strani govornici. Broj govornika nynorska dostigao je vrhunac za vrijeme Drugog svjetskog rata, kada je prema nekim procjenama jedna trećina stanovništva koristila tu inačicu pisanog norveškog jezika. Od završetka Drugog svjetskog rata ovaj broj je pao na sadašnjih 10 – 15 %.
Od 1952. do 1972. godine jezik regulira Norsk språknemnd, a zatim tu obavezu preuzima Norsk språkråd, Vijeće za norveški jezik.

### Bokmål
Bokmål (hrv. „knjiški norveški”) zasniva se na danskome pravopisu. Razlog ovome je danska dominacija u Norveškoj i status danskoga jezika kao službenog jezika u Norveškoj od srednjeg vijeka, no i jezika obrazovane elite. Kao posljedica toga i danas su razlike u pismu između standardnoga danskoga i bokmåla još uvijek razmjerno male. Te razlike su uvedene tek sredinom 18. stoljeća kada je Knud Knudsen (1812. – 1859.) započeo reformaciju norveškoga jezika.
Jezik je u ovo vrijeme bio poznat i pod imenom riksmål (hrv. „jezik kraljevstva”). Godine 1929. jezik je službeno preimenovan u bokmål. Pod utjecajem politike samnorska, u bokmål su tijekom 20. st. uvedena neka pravopisna pravila nynorska. Danas se ime riksmål koristi za pravopis prije reformi s početka prošlog stoljeća, dok se ime bokmål koristi za inačicu jezika u kojoj su reforme uvedene, što uključuje tzv. „radikalni bokmål” koji zadržava razlikovanje tri gramatička roda.

### Nynorsk
Nynorsk (hrv. „novi norveški”) je druga službena pisana inačica norveškog jezika. Temelji se na radu Ivara Aasena između 1842. i 1873. godine. Prvotni cilj pravopisa bio je da bude protuteža „danskom” norveškom koji je govorilo gradsko stanovništvo i bogatiji slojevi norveškog društva.
Za vrijeme norveške politike stvaranja samnorska, u nynorsk su uvedena neka od pravila iz bokmåla. Inačica nynorska u kojoj ove reforme nisu prisutne naziva se høgnorsk (hrv. „visokonorveški”).

### Samnorsk
Samnorsk je inačica norveškoga jezika koja je trebala nastati spajanjem bokmåla i nynorska. Plan norveške države za stvaranje ove inačice pisanog jezika je danas službeno odbačen, no u službenim inačicama dvaju pravopisa preostalo je naslijeđe težnji za ujedinjenjem; oba su standarda vrlo fleksibilna kada su u pitanju pravila i dozvoljeni oblici.

## Klasifikacija jezika
Norveški jezik spada u porodicu indoeuropskih jezika. Praindoeuropski jezik se s vremenom razvio u različite grupe jezika migracijom stanovništva. Germani su početkom nove ere govorili pragermanski jezik koji se s vremenom podijelio u tri grupe: zapadno-, istočno- i sjevernogermanski (odn. staronordijski). Sjevernogermanska grupa se kasnije grana u norveški, danski, švedski, islandski i ferojski jezik.
Ovi sjevernogermanski jezici se obično klasificiraju u dvije skupine: zapadnonordijsku (ponekad zvanu i zapadnoskandinavskom) grupu i istočnonordijsku (ponekad istočnoskandinavsku) grupu. Klasifikacija se temelji na fonološkim promjenama iz staronordijskog jezika koji je svima u osnovi. Zapadnonordijski jezici zadržali su kompleksan rodni sustav u gramatici te dvoglase u fonologiji, dok su istočnonordijski jezici prošli kroz stapanje staronordijskih dvoglasa te muškog i ženskog roda u jedan zajednički, uz srednji rod.
Danas se ovakva podjela često osporava jer suvremeni norveški ima daleko više sličnosti sa suvremenim danskim, a i švedskim, negoli s islandskim i/ili ferojskim. Pri tom se posmatranju dijele na otočne (islandski i ferojski) te poluotočne (danski, norveški, švedski) sjevernogermanske jezike.

## Fonetika i izgovor
U norveškom jeziku postoje velike varijacije u izgovoru između različitih narječjâ. Kao i u drugim skandinavskim jezicima, norveški ima ponešto velik broj samoglasnika. Ton kojim se samoglasnici izgovoraju također može predstavljati razliku u značenju riječi s istim nizom fonema. Prema tome je sličan švedskomu, hrvatskomu, slovenskomu, litavskomu, japanskomu i drugim jezicima s melodijskim naglasnim sustavom.

## Narječja
Norveški jezik je prepoznatljiv po relativno velikim razlikama između narječja i velikom broju istih. Razlike među narječjima se obično pripisuju velikim zemljopisnim udaljenostima među stanovništvom i planinskom okruženju koje je ranije ograničavalo kontakt između ljudi. Posebnost norveškog jezika je da su narječja u današnjici dobila jak položaj, kako u službenim tako i u neslužbenim situacijama. Standarizirano narječje postoji, ali nije osobito rašireno te je vezano uz bokmål. To standardno narječje se govori samo u pokrajini Østlandet.

## Vanjske poveznice
- Ethnologue (16th)  Arhivirana inačica izvorne stranice od 15. listopada 2014. (Wayback Machine)
- Trenutačno izdanje Ethnolguea: kôd nor (norveški jezik)
  - Trenutačno izdanje Ethnolguea: kôd nno (nynorsk)
  - Trenutačno izdanje Ethnolguea: kôd nob (bokmål)